# لیک ویو (تگزاس)
لیک ویو (به انگلیسی: Lake View) یک منطقهٔ مسکونی در ایالات متحده آمریکا است که در شهرستان وال ورده، تگزاس واقع شده‌است. لیک ویو ۱٫۳ کیلومتر مربع مساحت و ۱۹۹ نفر جمعیت دارد.